# 챗질라
챗질라(ChatZilla)는 XUL과 자바스크립트로 쓰인, 모질라 웹 브라우저용 IRC 클라이언트이다. 마이크로소프트 윈도우, 매킨토시, 리눅스, 솔라리스, BeOS, AIX, HP-UX 그리고 OS/2 등 모질라를 실행할 수 있는 환경이라면 모두 실행이 가능하도록 설계되어 있다. 채트질라는 다중 서버 접속, IPv6, SSL 그리고 UTF-8 지원 등 주요 IRC 클라이언트에서 지원하는 주요 기능들을 역시 지원하고 있다. 또한 자바스크립트를 스크립트 언어로 사용할 수 있도록 지원한다.
메시지들은 CSS를 이용해 표현되며, 즉 CSS에 대한 지식이 있다면 클라이언트의 모양을 쉽게 바꿀 수 있다.